# (496315) 2013 GP136
(496315) 2013 GP136 est un transneptunien de magnitude absolue 6,7. 
Son diamètre est estimé à environ 200 km.